# وفاء الحسين
وفاء الحسين ممثلة سورية شاركت في عدة أعمال درامية، منها «فوق الموج» و«عابرو الضباب» لفادي أبو وائل ويزن أبو حمدة، و«الخان» للمخرج محمد معروف و«فوتو شوب» روف و«فوتو شوب» و«أزمة عائلية» للمخرج هشام شربتجي، و«باب الحارة 9» للمخرج ناجي طعمة في رمضان 2017 بالإضافة إلى «كاميرا خفية» ومشاركة بثلاثيات مع محمد وقاف بمسلسل «حكم الهوى» و«سيدة الضوء» بشخصية فاطمة الزهراء

## أعمالها في التلفزيون
- فوق الموج2014
- عابروا الضباب2016
- ليزهر قلبي2018
- باب الحارة (الجزء التاسع)2017
- باب الحارة (الجزء العاشر)2019
- كرم منجل (مسلسل)2019[1]